# Paradidyma peruana
Paradidyma peruana là một loài ruồi trong họ Tachinidae.